# تشو تشوانجو
تشو تشوانجو (في اللغة الصينية: 朱 傳 榘) (14 يوليو 1919-6 يونيو 2011)، من مواليد مدينة تيانجين، في جمهورية الصين، كان مهندس كمبيوتر رائدًا. حصل على بكالوريوس العلوم من جامعة مينيسوتا وعلى ماجستير العلوم من مدرسة مور للهندسة الكهربائية في جامعة بنسلفانيا. كان تشوانجو عضوًا في الفريق الهندسي الذي صمم أول كمبيوتر إلكتروني أمريكي، وهو كومبيوتر اينياك. إضافة إلى تشوانجو، تم تصميم كومبيوتر اينياك بواسطة جون ماوجلي وبرسبر ايكرت من جامعة بنسلفانيا، الولايات المتحدة.
بصفته أحد كبار العلماء في مختبر أرجون الوطني، فقد ساعد في تصميم العديد من الإصدارات المحسّنة من أجهزة الكمبيوتر القديمة واسعة النطاق مثل افيداك وكومبيوتر اوراكل. تم منحه أول جائزة العالم الرائد في الحاسوب في مجال الكمبيوتر من قبل معهد مهندسي الكهرباء والإلكترونيات في عام 1981.

## روابط خارجية
- نعي جيفري تشوان تشو، بوسطن غلوب، 2011
- جيفري تشوان تشو 朱 傳 榘 نسخة محفوظة 27 نوفمبر 2020 على موقع واي باك مشين.